# Zoraida kalshoveni
Zoraida kalshoveni är en insektsart som beskrevs av Frederick Arthur Godfrey Muir 1922. Zoraida kalshoveni ingår i släktet Zoraida och familjen Derbidae. Inga underarter finns listade i Catalogue of Life.